# Pulitzer-Preis 1953
Der Pulitzer-Preis 1953 war die 37. Verleihung des renommierten US-amerikanischen Literaturpreises. Es wurden Preise in 13 der 14 Kategorien im Bereich Journalismus und dem Bereich Literatur, Theater und Musik vergeben.
Der Pulitzer-Preis in der Kategorie Lokale Berichterstattung wurde ab 1953 bis zur Verleihung 2007 nicht mehr vergeben. Ab 1953 wurde die Kategorie aufgeteilt in die beiden Kategorien Lokale Berichterstattung, zeitnahe Ausgabe (Local Reporting, Edition Time) und Lokale Berichterstattung, ohne Ausgabezeit (Local Reporting, No Edition Time).
Die Jury des Pulitzer-Preises bestand aus 15 Personen, unter anderem Joseph Pulitzer, Sohn des Pulitzer-Preis-Stifters und Herausgeber des St. Louis Post-Dispatch und Grayson Kirk, Präsident der Columbia-Universität.

## Preisträger
| Kategorie                                                                     | Preisträger                                             | Begründung |
| ----------------------------------------------------------------------------- | ------------------------------------------------------- | --- |
| Dienst an der Öffentlichkeit (Public Service)                                 | Whiteville News Reporter und Tabor City Tribune         | Preis verliehen für die Kampagne gegen den Ku-Klux-Klan, die unter persönlichen Risiko durchgeführt wurde.                                                  |
| Lokale Berichterstattung, zeitnahe Ausgabe (Local Reporting, Edition Time)    | Mitarbeiter des Providence Journal and Evening Bulletin | Preis verliehen für die spontane Berichterstattung über einen Banküberfall und die anschließende polizeiliche Verfolgung.                                   |
| Lokale Berichterstattung, ohne Ausgabezeit (Local Reporting, No Edition Time) | Edward J. Mowery, New York World-Telegram and Sun       | Preis verliehen für die Berichterstattung über den Fall Louis Hoffner.                                                                                      |
| Berichterstattung im Inland (National Reporting)                              | Don Whitehead, Associated Press                         | Preis verliehen für den Artikel The Great Deception, der die Sicherheitsvorkehrungen der Reise von Präsident Eisenhower von New York nach Korea beleuchtet. |
| Auslandsberichterstattung (International Reporting)                           | Austin Wehrwein, The Milwaukee Journal                  | Preis verliehen für seine Artikelreihe über Kanada. |
| Leitartikel (Editorial Writing)                                               | Vermont Connecticut Royster, The Wall Street Journal    | Preis verliehen für die Artikel im Laufe des Jahres. |
| Karikatur (Editorial Cartooning)                                              | Edward D. Kuekes, Cleveland Plain Dealer                | Preis verliehen für Aftermath. |
| Fotografie (Photography)                                                      | William M. Gallagher, Flint Journal                     | Preis verliehen für die eine Fotografie von Adlai E. Stevenson mit einem Loch in der Schuhsohle während der Kampagne zur Wahl des Präsidenten.              |

| Kategorie                                                   | Preisträger                                                                          |
| ----------------------------------------------------------- | ------------------------------------------------------------------------------------ |
| Belletristik (Fiction)                                      | The Old Man and the Sea (dt. Titel: Der alte Mann und das Meer) von Ernest Hemingway |
| Theater (Drama)                                             | Picnic (dt. Titel: Picknick) von William Inge                                        |
| Geschichte (History)                                        | The Era of Good Feelings von George Dangerfield                                      |
| Biographie oder Autobiographie (Biography or Autobiography) | Edmund Pendleton 1721–1803 von David J. Mays                                         |
| Dichtung (Poetry)                                           | Collected Poems 1917–1952 von Archibald MacLeish                                     |
| Musik (Music)                                               | nicht vergeben                                                                       |

Sonderpreis (Special Awards and Citations)
- The New York Times für die Rubrik Rückblick auf die Wochen in seiner Sonntagsausgabe, herausgegeben von Lester Markel, die den Lesern seit 17 Jahren Erleuchtung bringt.